# Dragan Tadić
Dragan Tadić (Fiume, 12 febbraio 1973) è un allenatore di calcio ed ex calciatore croato, di ruolo centrocampista.

## Carriera

### Allenatore
Il 17 giugno 2021 prende le redini della sezione U-19 del Rijeka. 
Il 12 gennaio 2022 sostisuisce Davor Mladina alla guida del Hrvatski Dragovoljac.
Il 20 giugno seguente viene ufficializzato sulla panchina del Rijeka.
Il 16 agosto, due giorni dopo la sconfitta casalinga di campionato contro il Slaven Belupo (0-1), viene sollevato dalla guida dei Riječki bijeli.

## Palmarès

### Giocatore

#### Competizioni nazionali
- Coppa di Croazia: 2

Rijeka: 2004-2005, 2005-2006
- Druga hrvatska nogometna liga: 1

Istria 1961: 2008-2009